# Apostolische Datarie
De Apostolische Datarie was een bureau van de Romeinse Curie dat vooral belast was met het verstrekken van adviezen over te verlenen beneficies, dispensaties en prebenden. De Datarie dateerde uit de dertiende eeuw en werd vermoedelijk in 1216 in het leven geroepen door paus Honorius III. Oorspronkelijk bestond haar taak vooral uit het klaarmaken en dateren van bepaalde stukken. Hieraan heeft de datarie zijn naam te danken (Latijn: datare = van een datum voorzien). De taakuitbreiding van de Datarie kreeg onder de pausen Leo XIII en Pius X gestalte.
Met de apostolische constitutie Regimini ecclesiae universae uit 1967, die een grote reorganisatie van de Curie aankondigde, maakte paus Paulus VI een einde aan de Datarie. Paolo Giobbe was de laatste apostolisch datarius.